# フリッツ・ハーバー
フリッツ・ハーバー（Fritz Haber, 1868年12月9日 - 1934年1月29日）は、ドイツ出身の物理化学者、電気化学者。空気中の窒素からアンモニアを合成するハーバー・ボッシュ法で知られる。第一次世界大戦時に塩素を始めとする各種毒ガス使用の指導的立場にあったことから「化学兵器の父」と呼ばれることもある。ユダヤ人であるが、洗礼を受けユダヤ教から改宗したプロテスタントである。

## 経歴

### 生い立ち
プロイセン王国領シレジア（シュレージエン）のブレスラウ（現ポーランド領ヴロツワフ）でユダヤ人の家系に生まれた。父のジークフリートは染料を主に扱う商人であった。また、母のパウラはジークフリートの叔父の娘である。パウラはフリッツを産んだ3週間後に産後不良で死去し、ジークフリートはその6年後に再婚した。この再婚相手はフリッツに優しく接し、関係は良好であった。しかし当の父親とフリッツは性格が異なり、しばしば対立した。
11歳のときにギムナジウムに入学した。ギムナジウムでは文学や哲学を学び、詩を自作した一方で化学にも興味を持った。はじめ自宅で実験を行っていたが、異臭がするからなどの理由で父親に禁止されたため、その後は叔父のヘルマンの家で実験を行っていた。卒業後、家業を手伝わせたいという父親の意向により、ハンブルクの染料商に弟子入りし教育を受けた。しかしこの仕事場はフリッツには合わなかった。そのため2、3か月後に、叔父と継母の協力を得て、父親を説得し、染料商の仕事を辞め、1886年、ベルリン大学へと進学した。
フリッツは大学で化学を専攻した。当時のドイツは化学、特に有機化学の分野に秀でており、ベルリン大学にはそのドイツの有機化学の象徴的存在であるアウグスト・ヴィルヘルム・フォン・ホフマンがいた。フリッツが化学を専攻したのは、大学時代にホフマンの影響を受けたためともされているが、それ以前から化学への道を進む決心をしていたともいわれており、その時期についてははっきりしていない。
ベルリン大学で1学期化学を学んだあと、1年間ハイデルベルク大学でロベルト・ブンゼンに師事し、その後2年間の兵役についた。兵役期間中には、後の妻となるクララ・イマーヴァールと出会った。

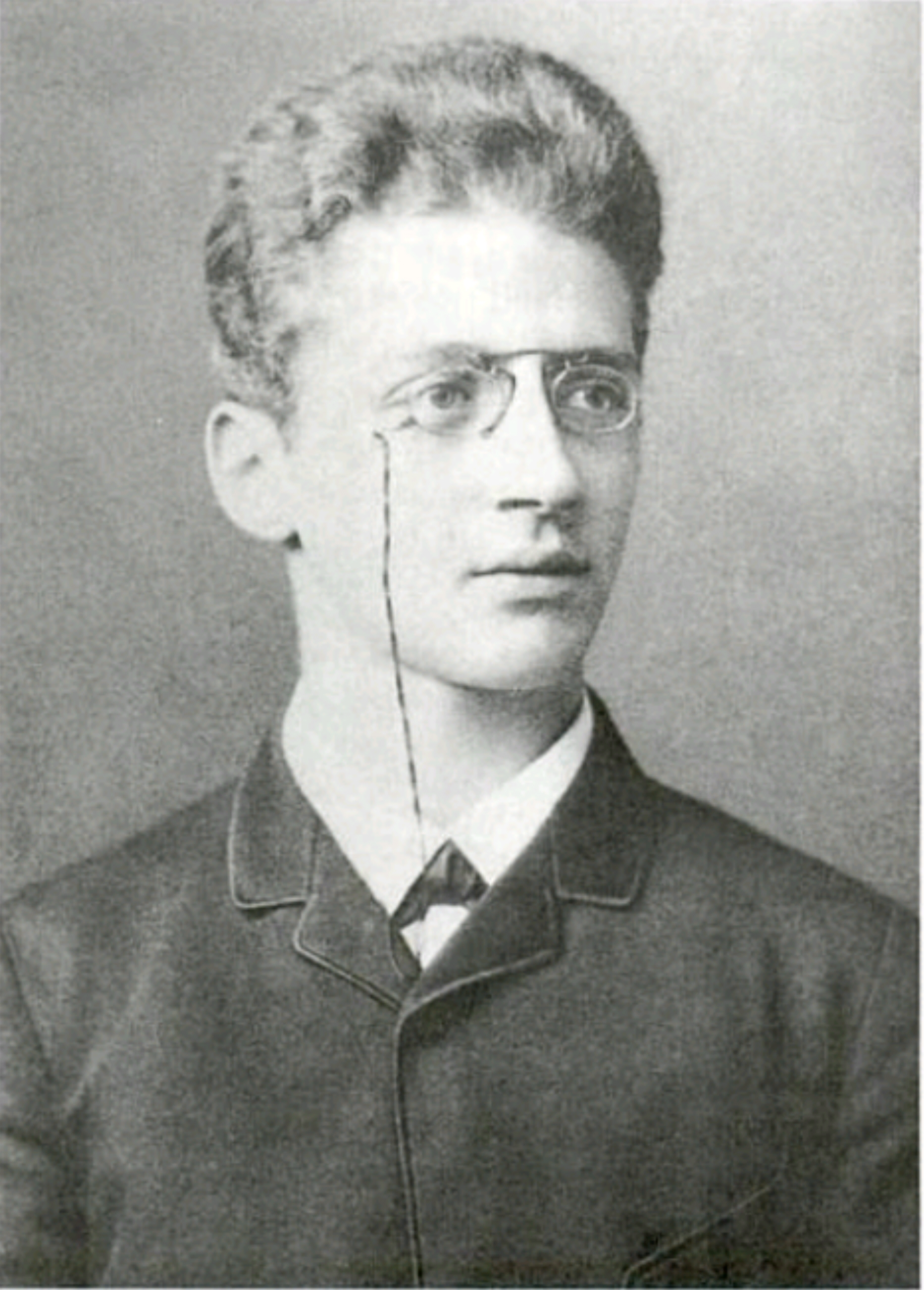
博士号を取得した頃（1891年）

兵役終了後はベルリンのシャルロッテンブルク工科大学で学んだ。ここでは有機化学の分野で名をあげたカール・リーバーマンに学んだ。そして1891年、ピペロナールの反応についての論文で博士号をとった。

### 求職
有機化学を学んでいたが、当時ドイツでは新しい学問分野である物理化学の人気が高まっていた。フリッツもこの分野に魅力を感じ、今までの専攻分野を変更して、物理化学における代表的な研究者であるヴィルヘルム・オストヴァルトのもとでの研究を望んだ。しかし当時、ドイツの化学界はポストに比べて志望者が多く、とりわけオストヴァルトは人気が高かったため、オストヴァルトの研究員として働くことは叶わなかった。そのためフリッツは、職を求めて企業や大学を転々とし、少しの間、チューリッヒ工科大学のゲオルク・ルンゲのもとにも就いた。しかし、なかなか思うような仕事場を見つけることができず、24歳の時に父親の染色商の手伝いを始めた。
ここでは商売の方法などをめぐり父親と意見が食い違った。そのうえ、フリッツは商業上の失敗により、会社に大きな損害を出してしまった。親子の溝はますます深くなっていったため、フリッツは父の元を離れ、イェーナ大学で修学した。イェーナ大学ではルートヴィヒ・クノールのもとで1年半の間研究を行い、クノールとともにジアセトコハク酸エステルに関する論文を発表した。また、この大学でルドルフ・シュトラウベの講義を聞いたことがきっかけとなり、フリッツはもう一度化学者になりたいという気持ちを強くした。そしてオストヴァルトに研究室に入れてくれるよう懇願したが、その願いは叶えられなかった。フリッツは他の研究室を探し求め、1894年、カールスルーエ大学のハンス・ブンテのもとで、無給助手として働けるようになった。こうしてフリッツは、25歳にしてようやく落ち着いた職場を得ることができた。
またこの頃、フリッツは洗礼を受け、ユダヤ教徒からキリスト教徒ルター派へと改宗した。当時のドイツではユダヤ人に対する反感があったうえ、キリスト教徒以外は大学の研究職に就けないと知ったためであるという。フリッツはもともと宗教には熱心でなかったため、改宗することによって形式的にでもドイツ人の一員となろうとしたのである。

### カールスルーエ大学時代
フリッツが所属したカールスルーエ大学の化学工学部には、ハンス・ブンテとカール・エングラーという、2人の主任教授がいた。フリッツはブンテに師事したが、エングラーとも石油の研究などで関わった。フリッツは、同じ研究室にいた友人にも恵まれ、才能を発揮していった。1896年に発表した論文「炭化水素の分解の実験的研究」は学界の注目を集め、この論文がきっかけで同年、無給助手から講義収入を得ることのできる私講師へと昇格した。
さらに1898年には、電気化学の教科書となる『理論的基盤による技術的電気化学概論』を出版した。当時フリッツはこの分野における経験が浅かったため、執筆に当たっては、同僚からは恥をかくことになるから思いとどまるよう言われた。しかし結果的にはこの教科書は好評で、ブンテはもとより、オストヴァルトからも評価された。そして同年に助教授となった。1901年には、かつて兵役期間中に知り合ったユダヤ人化学者のクララと学会で再会し、同年に結婚した。翌年には長男のヘルマンが誕生している。

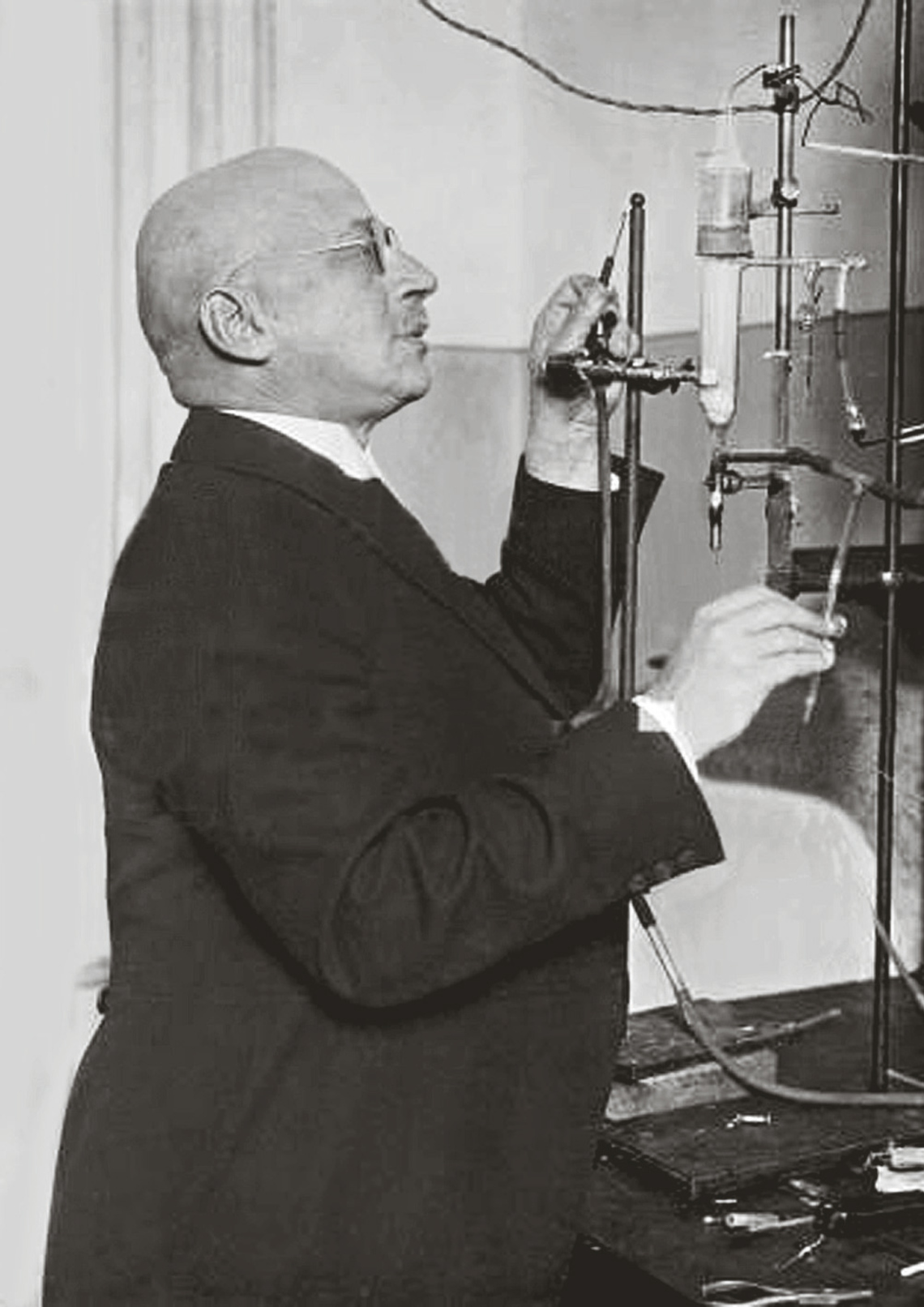
BASFの実験室にて

1904年に平衡論を利用した窒素分子からのアンモニアの合成法の開発に着手した（後述）。これは1912年に化学メーカーのBASF社で実用化され、現在ハーバー・ボッシュ法として知られている。1906年にカールスルーエ大学教授となった。
アンモニア合成の成功により、フリッツの知名度は著しく上昇した。フリッツの元には国内外から多くの学生が集まり、フリッツを呼び寄せようとする大学や企業からの誘いもまた多くあった。そして1912年、フリッツは新たに作られたカイザー・ヴィルヘルム物理化学・電気化学研究所に所長として就任した。

### 第一次大戦

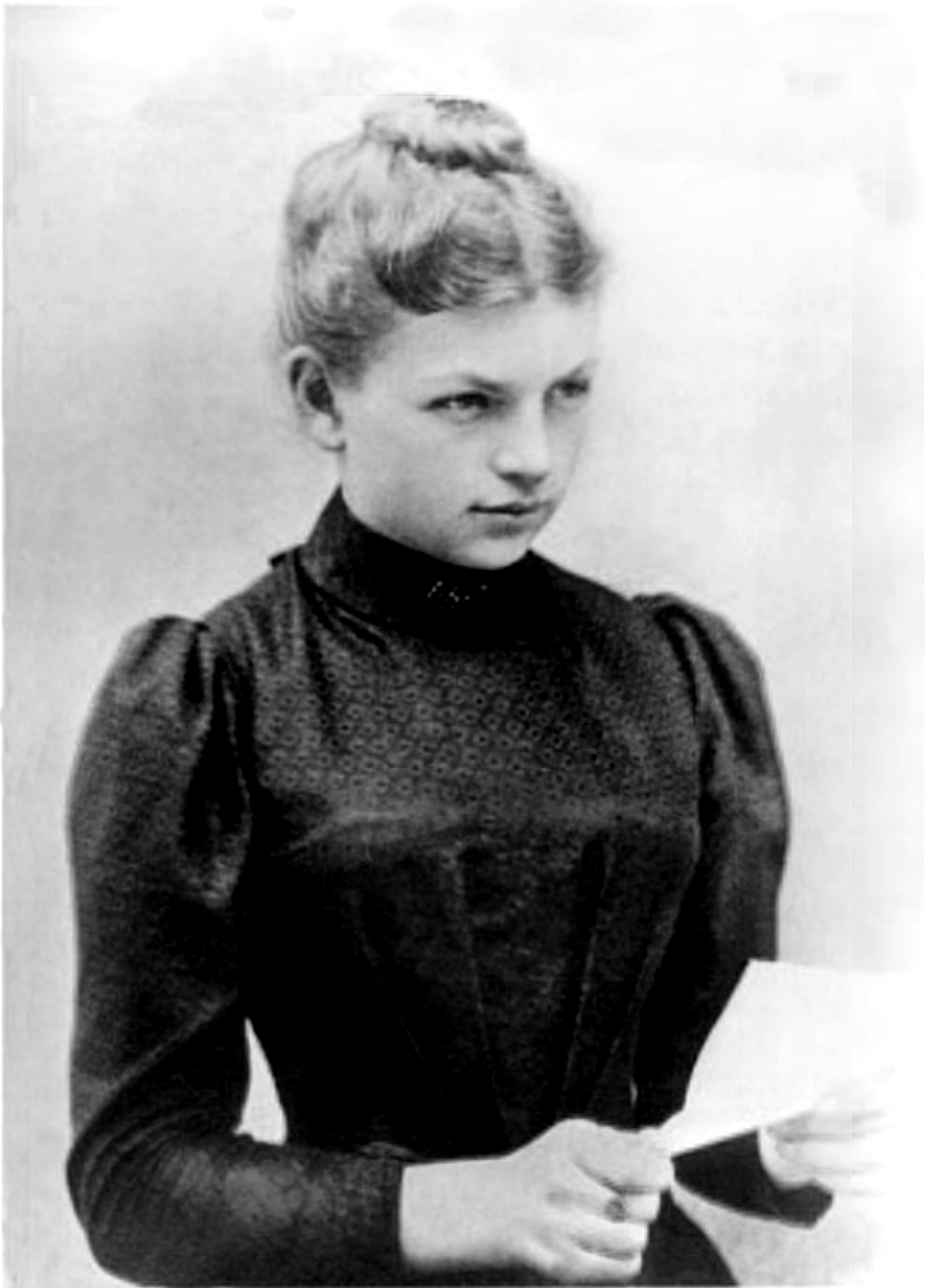
クララ・イマーヴァール

第一次世界大戦が勃発すると、愛国心の強かったフリッツは従軍を志願した。しかしその願い出は却下され、代わりに軍からガソリン凍結防止用の添加剤の開発を命じられた。そして、その問題を解決した後にフリッツが関わったのが、毒ガスの開発であった。
毒ガスの開発は、フリッツの前にヴァルター・ネルンストが担当していた。ネルンストは、砲弾に「くしゃみ粉」を入れて発射する計画を立てたが上手くいかず、すでに開発からは撤退していた。フリッツもはじめは砲弾に催涙ガスを入れて発射させる計画を試みたが、実現が難しかったため、ボンベから直接ガスを散布する方式に切り替えた。
フリッツは毒ガスの開発に熱心に取り組み、軍もフリッツを信頼して毒ガスに関する全権を与えた。フリッツはアンモニア合成などの際につかみとった企業とのつながりを利用し、毒ガスの材料を確保した。さらに、物理化学・電気化学研究所のほぼ全体を、毒ガスの研究に利用した。当時研究所にいたオットー・ハーンに、毒ガスの使用はハーグ条約に違反するのではないかと問われたフリッツは、毒ガスを最初に使用したのはフランス軍だと述べ、さらに、毒ガスを使って戦争を早く終わらせることは、多くの人命を救うことにつながると語った。
フリッツが指揮した毒ガス作戦（第二次イーペルの戦い）は、1915年4月22日にイーペル地区で実行に移された。この時は大きな成果をあげたが、作戦を続けるうちに連合国側も対応し始め、次第に当初のような成果を挙げられなくなっていった。
一方で、毒ガス作戦は国際的な非難を浴びた。また、フリッツの周囲でも一部に反対意見があった。カールスルーエ大学の同僚であるヘルマン・シュタウディンガーがそうであったし、妻クララも夫が毒ガス兵器の開発に携わることに反対し続けた。そしてついに同年5月2日、クララは抗議のために自殺した。ただし史料研究の結果、クララに行動的な平和主義者らしい姿は見当らず、現代の女性運動家や平和運動家が実像に合わない思い込みを、クララに押し付けているとの主張もある。
元々、クララは化学の分野で女性としては初めて博士号を取得した才女であったが、フリッツはクララに科学を捨てて妻として家庭に入るよう押しつけ、しかもフリッツは仕事に熱中するあまり家族に気を使うことはほとんどなかったという。そのためもあってか、クララは徐々に家に引きこもりがちになっていた。クララの自殺については、毒ガス作戦への抗議の他にも生活に対する不満や同じ化学者である夫の活躍への羨みなど、いくつかの理由が重なったものであるともいわれている。
フリッツはクララの死後も毒ガス作戦を継続した。毒ガス戦の戦場はイーペル地区以外にも東部戦線へ拡大していった（ボリモウの戦い、リガ攻勢）。ここではドイツ軍のみならず連合国軍も毒ガスを使用し、その戦闘はエスカレートしていった。フリッツは研究所を利用し、ホスゲンやマスタードガス（イペリット）などの新たな毒ガスやその投射機などの開発を進めた。その一方で1917年10月には、ベルリンのクラブで知り合ったシャルロッテ・ナタンと再婚した。
戦争が長引くにつれドイツ軍はしだいに劣勢となり、1918年2月にはフリッツ自身も「この戦争で勝てる見込みはない」と述べた。しかし、それでもなおフリッツは毒ガスに関する研究開発を止めることはなかった。戦後の1920年に公表されたドイツ将校向けの論文でも、毒ガス兵器は通常兵器よりも残酷ではないとして、国際連盟による非難に反論した。

### ノーベル賞受賞

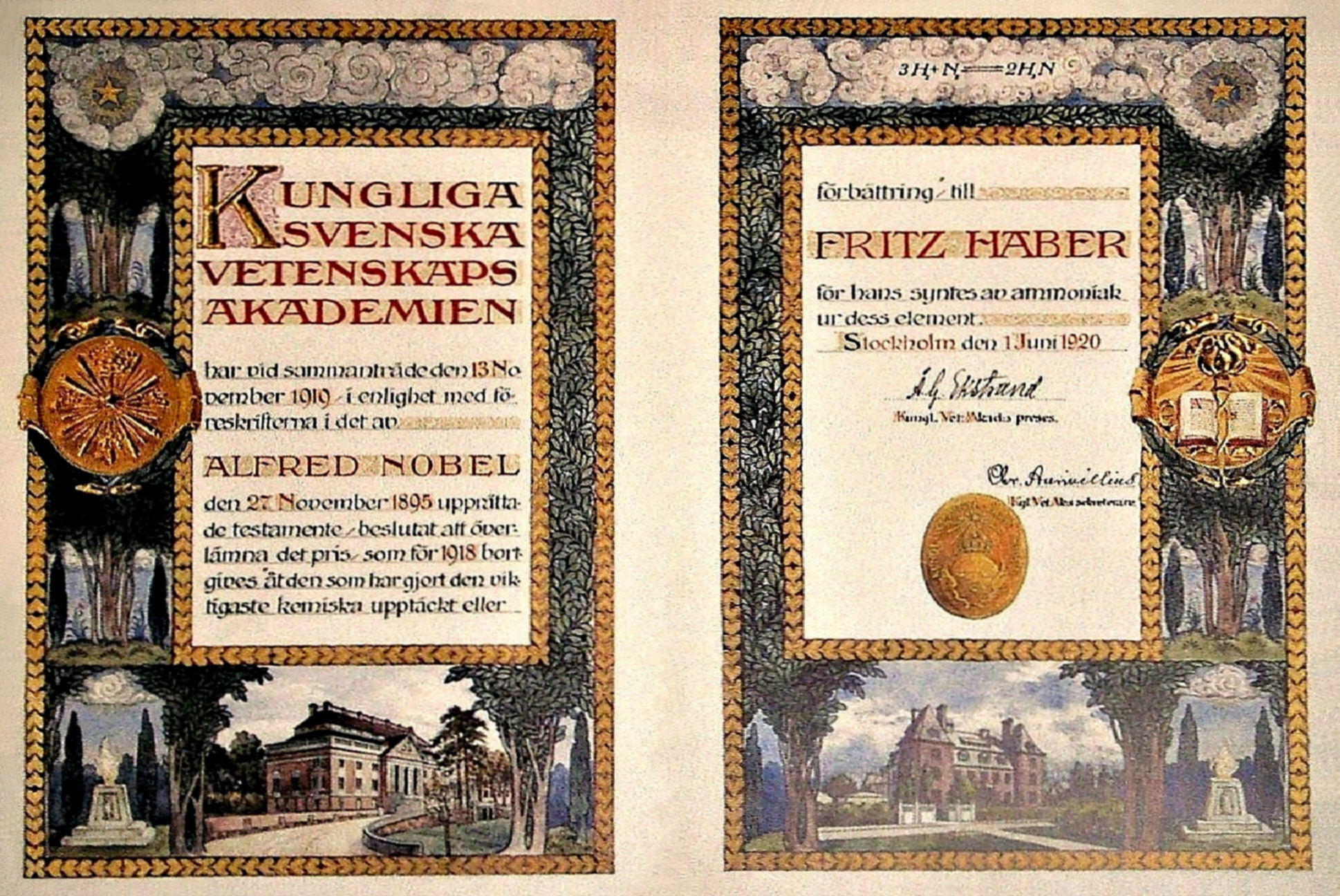
ノーベル化学賞（1918年）

1918年11月に戦争は終結した。フリッツは、毒ガス開発のかどで戦争犯罪人のリストに載せられたといううわさが流れており、国際法廷において死刑の判決が下るだろうともいわれていた。そのためフリッツは肉体的にも精神的にも疲れ切った状態にあった。1919年夏、フリッツは妻子を連れてスイスへと逃亡し、サンモリッツで暮らした。
2、3か月後には、自らが逮捕される可能性がないと分ったため、フリッツは同年ドイツに帰国し、研究所の再編に取り掛かった。そのさなか、ハーバー・ボッシュ法の業績に対するノーベル化学賞受賞の知らせを聞いた。ただし当時、ドイツの科学界に対する国外からの反感は大きく、この受賞に対しても各国からの批判があった。竹内敬人は自著の中で、1912年にノーベル化学賞を受賞した後に、毒ガス作戦の指導者を務めたフランスの化学者ヴィクトル・グリニャールの例があったことも受賞に影響を与えたとしている。
フリッツはその後、研究所の再編と共に、研究者を集めて発表を行うことを目的とした、ハーバー・コロキウムを開催した。ここでは、「ヘリウム原子からノミにいたるまで」と謳われたように、化学、物理学から、生物に至るまで、幅広い領域を対象にした。このコロキウムは以後30年余りにわたって続いた。一方で自らの研究においても、1919年にマックス・ボルンと共同でボルン・ハーバーサイクルを提唱するなど、成果をあげ続けた。

### 資金の調達
ドイツの敗戦により、フリッツの研究所は資金難に陥っていた。これを解消するため、星一による星基金を活用するなど、財政面での改善を進めた。
さらに、賠償金の支払いに苦しんでいたドイツの国家財政を改善するために、海水から金を回収する計画を始めた。フリッツは、賠償金の支払いとその後の復興資金を得るためには50,000トンの金が必要と見積もった。そしてこの金を取りだすために、1920年、M研究室と名付けた極秘の研究室を作り、世界中の海から海水を採取し調査した。しかし実験の結果、海水に含まれる金の量は、当時推定されていた値よりはるかに少なく、採算が取れないことが明らかになった。そのためこの計画は1926年に中止された。
一方で、1924年に西回りの世界一周の旅に出て、星の招待により、日本にも2か月滞在している。函館で叔父ルートヴィヒ（Ludwig Haber）の遭難50周年追悼行事に参加した。また、妻のシャルロッテとは性格が合わず、1929年に離婚した。シャルロッテとの間には、子供2人（エヴァ・シャルロッテ、ルートヴィヒ・フリッツ）を残している。1920年代のフリッツは精力的に活動を続けたが、一方で鬱の症状も現れ、同僚のリヒャルト・ヴィルシュテッターに宛てて、「私は自分の力を削ぐ不眠症、前妻からの経済的要求、未来への不安、自分の人生で大きな過失を犯したという感情の四つの敵と戦っている」と書き記している。

### 晩年
愛国的科学者として名声の絶頂にあったフリッツだが、1933年にその生涯は暗転した。ナチスが政権をとると、ユダヤ人の多かったカイザー・ヴィルヘルム協会への圧力が強まった。フリッツは、第一次大戦の従軍経験が考慮されたために自らが解雇されることはなかったが、研究員におけるユダヤ人の割合を減らすよう求められた。しかしフリッツは、この要求は受け入れなかった。1933年4月、フリッツは、研究員を採用するにあたって今まで自分はずっと人種を基準にしたことはなかったし、その考えを65歳になった今になって変えることはできない、さらに、「あなたは、祖国ドイツに今日まで全生涯を捧げてきたという自負が、この辞職願を書かせているのだということを理解するだろう」と記した辞職願をプロイセン州教育大臣に提出した。
フリッツは9月までベルリンに留まり、他のユダヤ人研究者の転職先を探すなどの活動を続けた。その間、自らの職も求めたが、フリッツはすでに高齢で健康状態が悪化しており、しかも毒ガス開発にかかわったことによって印象を悪くしていたせいもあって、思うような仕事を見つけることは出来なかった。10月にはドイツを離れ、息子ヘルマンのいるパリや、スイスなどで生活した。
その後ウィリアム・ポープからケンブリッジ大学への誘いを受けて一旦イギリスに渡った。ケンブリッジでは触媒を使用した過酸化水素の分解の研究に携わった。しかしイギリスでは毒ガスの件で風当たりが強く、たとえばアーネスト・ラザフォードにはこの理由により会うことを拒まれた。さらにイギリスの気候もフリッツには合わなかった。
フリッツはスイスにいた時に、シオニズム運動家のハイム・ヴァイツマンと出会っており、ヴァイツマンからイギリス委任統治領パレスチナへ来るよう誘いを受けていた。ヴァイツマンの提案を受け入れたフリッツはダニエル・シーフ研究所（のちのヴァイツマン科学研究所）の所長になることとなった。そのため1934年1月、パレスチナへ向かおうとして、いったんスイスのバーゼルへと移った。しかしその移動中に体調を崩し、1月29日、バーゼルのホテルで睡眠中に冠状動脈硬化症により死去した。

### 死後

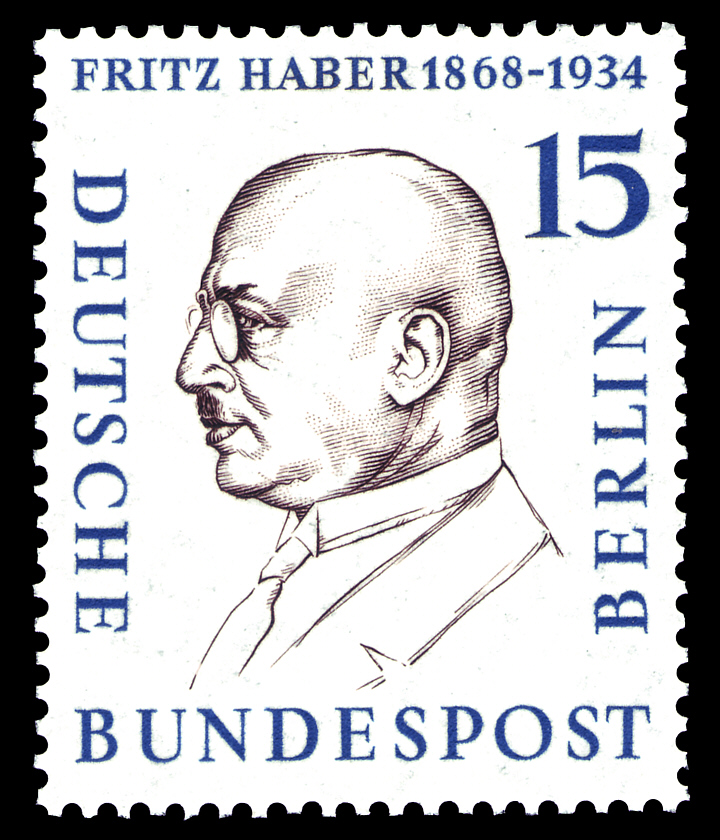
フリッツを記念して1957年に作られたドイツ・ベルリン地区の切手

ユダヤ人であるフリッツの死は、ドイツの新聞などではほとんど取り上げられることはなかった。また、追悼のコメントをした科学者も、マックス・フォン・ラウエなどのごく少数に限られた。
しかし死の1年後にあたる1935年1月、マックス・フォン・ラウエが提唱し、マックス・プランクが中心となって、カイザー・ヴィルヘルム協会主催のフリッツ追悼式が開かれた。開催にあたってはナチスから、公務員の出席禁止命令を出されるなどの妨害を受けた。しかし式には、カール・ボッシュ、オットー・ハーン、さらには第一次大戦の戦友など、多くの関係者が訪れた。禁止命令のため来ることができなかった科学者は妻を代理で出席させた。そして満席となった会場で、フリッツの死を悼んだ。
フリッツはケンブリッジにいた頃、自分の遺灰はクララと一緒に埋めてほしい、そして墓碑銘には「彼は戦時中も平和時も、許される限り祖国に尽くした」とだけ記してほしいと遺言書に記していた。そのため現在フリッツの遺体は、妻のクララとともにバーゼルのヘルンリ墓地に埋葬されている。

## ハーバー・ボッシュ法

### 開発の経緯
フリッツが取り組んだのは、空気中の窒素分子N2からアンモニアを生成しようという試みだった。そのためにはいったん窒素分子を2個の窒素原子に分離しなければならないが、この窒素原子同士の結びつきは三重結合のため非常に強い。そのため分離させるには1000℃もの高温にしなければならないが、温度を高くすると生成されたアンモニアが壊れてしまうことになる。フリッツは熱を加えてアンモニアを生成してから素早く冷やすという方法で少量のアンモニアを生成したが、それは商業的な生産を見込めるほどの量ではなかった。1905年、フリッツはこれまでの研究結果を論文として発表した。
しかしこの結果はネルンストの批判を受けた。ネルンストの理論によれば、この方法によって得られるアンモニアの量はフリッツの結果より少なくなるはずだと主張し、実際に助手に実験をさせて自分の理論が正しいことを確かめた。そのため、ネルンストは1907年に開かれたブンゼン協会の会合でこの結果を発表し、フリッツの結果は誤りであり、「次はハーバー教授がほんとうに正確な値を出せる実験方法を採用するよう提言いたします」と述べた。
フリッツはネルンストの発表に屈辱と憤りをおぼえ、この会合の後、アンモニア合成にさらに熱心に取り組むようになった。そして装置に精通したル・ロシニョールと共に研究を続け、圧力を加えることで、反応に必要な温度を下げられ、より多くのアンモニアが作れることを発見した。
1908年にはアンモニア合成に関してBASF社と契約を結んだ。そして、BASFからの援助を元に研究を続けた。フリッツは圧力の他に、反応の際の触媒を変えることでアンモニアの生産効率を上げられるかを実験し、結果、オスミウムを使うことで生産量が飛躍的に向上することを明らかにした。フリッツはこれらの研究内容をBASFに提供した。BASFではボッシュを中心にその研究を進め、オスミウムの代わりに鉄を主原料とした触媒を使用することで商業生産を成功させた。

### 影響
窒素は植物の生育に必要不可欠な栄養素であるが、19世紀末のヨーロッパではこれを南アメリカから輸入されたチリ硝石などでまかなっていた。しかし、ウィリアム・クルックスは1898年、このままの状態が続くと南米の資源は枯渇し、農作物が収穫できず、世界は食糧不足へと陥るだろうと警告し、化学的に固定窒素を合成させることの必要性を説いた。
ハーバー・ボッシュ法は、この問題を解決できる方法であり、これによって人類はクルックスの予言した食糧危機を乗り切ることができた。現在においても肥料を目的としたアンモニアの生成は、ハーバー・ボッシュ法によって行われており、世界中の食糧生産を支えている。
またアンモニアは化学肥料だけでなく、火薬の原料でもあった。そのためこれにより、ドイツはチリ硝石に依存せず、火薬と肥料を生産できるようになり、第一次大戦の折、英海軍の海洋封鎖にもかかわらずドイツは弾薬を製造可能であった。
フリッツによる一連の実験結果は7つの論文として1914年から1915年にかけて専門誌に発表され、アンモニア合成を行うための重要な基礎データとなった。「空気からパンを作った」とも称されるこの業績により「アンモニア合成法の開発」として1918年にノーベル化学賞を受賞している。一方、工業化を実現させたボッシュも「高圧化学的方法の開発と発明」として1931年にノーベル化学賞を受賞した。
ハーバー・ボッシュ法によって化学肥料の形で地面に撒かれた窒素のうち、農作物が吸収しきれなかった分は、雨水によって川や海へと流れ込み、また空気中にも飛散する。水中で窒素は硝酸塩の形をとるが、過剰な硝酸塩濃度の増加は藻や海藻の繁殖を異常に促す。結果として日光が遮られ、さらに動植物の死骸により水中の酸素濃度が低下する。このような硝酸塩濃度の増加と水質の悪化は、バルト海やメキシコ湾をはじめ、世界中で確認されている。また、工業的窒素固定により生産されるアンモニアや窒素酸化物が相当な量になることは確かであるものの、それが直接放出してあるいは微生物等により化学変化して間接的に環境へ与える悪影響についてはよくわかっていない。

## 主な業績
フリッツは先に挙げたハーバー・ボッシュ法のほかに、電気化学・気体反応の分野で優れた業績を残している。
カールスルーエ時代に取り組んだ炭化水素の熱分解と接触における気体燃焼の研究は後のクラッキング作用を理解するのに役立てられた。1909年に発明したガラス電極は、2枚のガラスを薄く並列させ、その間の電位を測ることで溶液の酸性度を測定することを可能とした。さらに、電気化学的な方法を使って、蒸気機関や内燃機関のエネルギー損失を抑えるための研究にも取り組んだが、この問題に対しては有意義な結果は得られなかった。しかし一酸化炭素と水素を実験的に燃焼させることについての成果はあった。
第一次大戦後の1919年にマックス・ボルンと共同で成した格子エンタルピー計算法の発見は、ボルン・ハーバーサイクルとして知られている。また、炭鉱労働者のためのガス警報装置や、低圧用の圧力計を製作した。そしてこれに伴う、吸着力が固体の不飽和原子価力に依存するという発見は、後のアーヴィング・ラングミュアによる吸着の研究へとつながった。
その他、ニトロベンゼンの電解還元の経路を解明し、酸化と還元における電極電位の重要性を証明したことや、ファラデーの電気分解の法則が固体電解質にも有効であるということを示したこと、地下のガス管や水道本管の腐蝕の研究を行い、これらの調査と防止の基準となる方式を策定したこと、ブンゼン炎について、炎の内側と外側の燃焼の仕組みの違いを明らかにしたなどが挙げられる。また、鉄が触媒となってスーパーオキシド（超酸化物、O2-）と過酸化水素（H2O2）が反応してヒドロキシルラジカル（•OH）を生成するハーバー・ワイス反応にも名前を残している。
一方、1919年にフリッツが液体殺虫剤として開発したツィクロンBは、その殺傷能力に着目され、1942年ごろよりアウシュヴィッツ＝ビルケナウ強制収容所などのユダヤ人強制収容所で、ガス殺用途で使用された。

## 人物

### 人物像
フリッツは、どの分野においても、その重要なポイントを認識し、短期間で自分のものにする能力を持っていた。そのため、今まで自分が関わっていなかった研究分野でも、短期間で集中して学ぶことによって、その分野に精通することができた。しかしあまりに集中するあまり、他のことに気が回らなくなったり、我を忘れたような状態になることがあった。さらに神経症の症状が出ることもあり、そのため1年に1度くらいの頻度で、温泉やサナトリウムで数週間の休養をとっていた。
話術にも長けており、講演の上手さには定評があった。また教育者としても評価が高く、ドイツ以外にもアメリカ、ロシア、ニュージーランド、日本などから、多くの研究員が集まった。フリッツは外国の研究員が祖国に帰る時にも、その国での研究ポストを融通するなど、親身に接した。
一方で家庭はないがしろにしがちで、2度の結婚生活はどちらもうまくいかなかった。最初の妻のクララは結婚後も自分の化学研究を続けたいと思っていたが、フリッツはその願いをかなえることはしなかった。クララは社交的ではなかったが、フリッツはクララの都合を考えず、突然研究員を自宅に招きもてなすといった行動をとったりした。フリッツがアンモニア合成で成功した頃、クララは、フリッツが得たことと同じ、あるいはそれ以上のことを、私は失った、と手紙につづっている。

### 関連する人物
フリッツの下で助手として研究に携わった化学者としては、カールスルーエ大学時代の助手を務め、ハフニウムを発見し、1943年にノーベル化学賞を受賞したゲオルク・ド・ヘヴェシー、ハーバー研究所でハーバー・ボッシュ法の開発に貢献したロバート・ル・ロシニョールなどがいる。また、フランク＝ヘルツの実験を行い、1925年にノーベル物理学賞を受賞した物理学者のジェイムズ・フランクは、第一次世界大戦期間中、フリッツの下で毒ガス研究に従事している。
その他、ドイツに留学した日本人化学者田丸節郎、小寺房次郎もハーバー研究所でアンモニア合成の研究に携わった。帰国後、田丸は理化学研究所、東京工業大学、学術振興会の創立に関わるなど、日本の学術研究体制の礎を築いた。小寺は1918年に創立された臨時窒素研究所の所長に就任し、日本で初めてアンモニア合成を指導した。甲賀三郎は農商務省の臨時窒素研究所からハーバー研究所に派遣された。

## 受賞歴
- 1914年 - リービッヒ・メダル
- 1918年 - ノーベル化学賞
- 1929年 - ヴィルヘルム・エクスナー・メダル
- 1932年 - ランフォード・メダル
- 2006年 - 全米発明家殿堂選出